# Jiří Bedřich z Thurn-Valsassiny
Jiří Bedřich hrabě z Thurn-Valsassina-Como-Vercelli (německy Georg Friedrich Graf von Thurn-Valsassina-Como-Vercelli; 29. března 1834 Mohuč – 2. června 1879 Brusel) byl rakouský šlechtic, velkostatkář a rakousko-uherský politik. Po krátké službě v armádě se věnoval správě rodového majetku v Korutansku, kde se také uplatnil v politice. Po otci byl dědičným členem rakouské panské sněmovny.

## Životopis

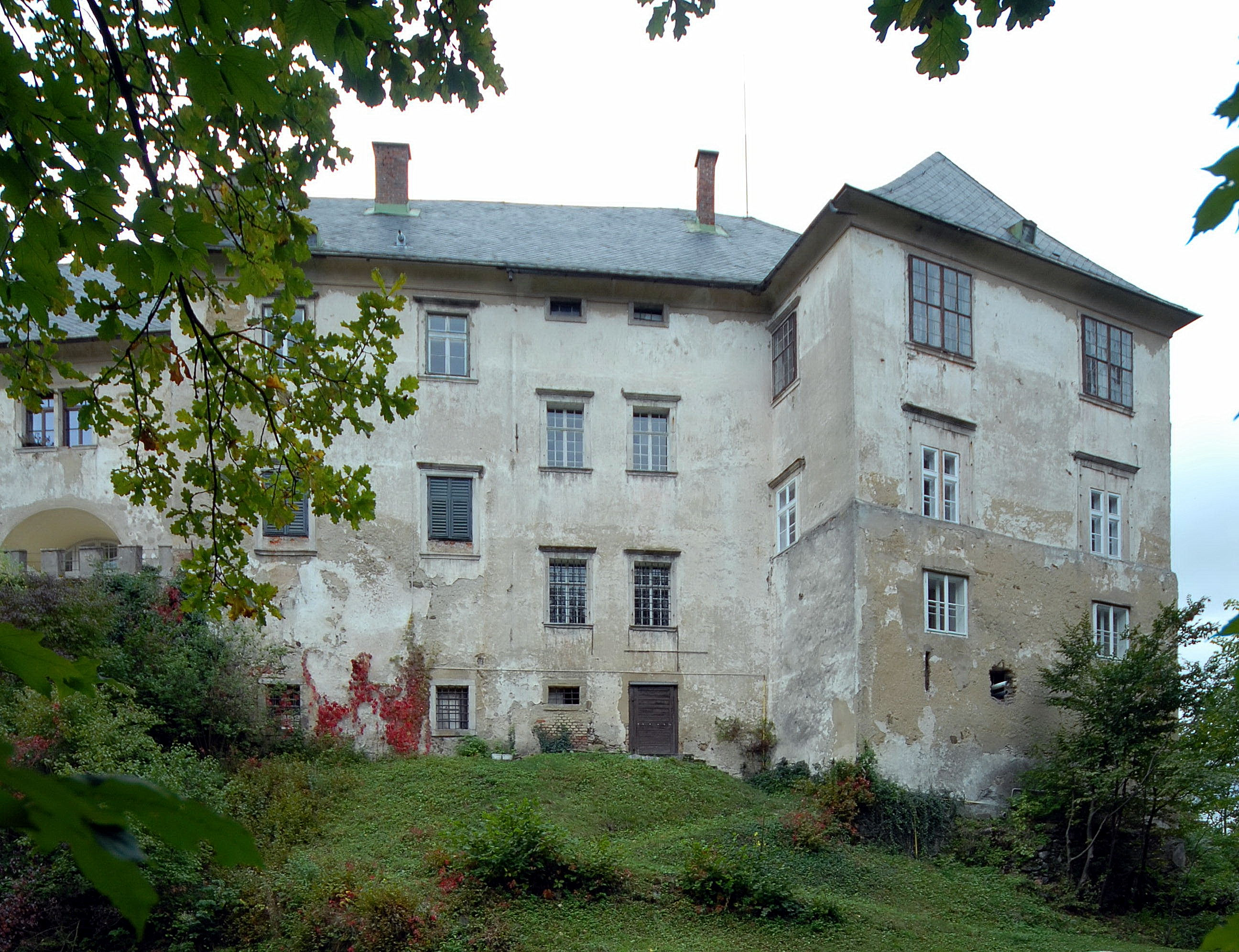
Zámek Bleiburg, Korutany, hlavní rodové sídlo

Pocházel ze starého šlechtického rodu Thurnů, narodil se jako nejstarší ze tří synů c. k. polního zbrojmistra Jiřího Antonína z Thurn-Valsassiny (1788–1866), po matce Emilii (1811–1888) byl potomkem moravské rodiny Chorinských z Ledské. 
Maturoval na gymnáziu ve Štýrském Hradci, poté vstoupil do armády, v níž dosáhl hodnosti rytmistra (1855). Ve válce se Sardinií se vyznamenal v bitvě u Magenty a obdržel Vojenský záslužný kříž. V roce 1862 armádu opustil, mimo aktivní službu byl později povýšen do hodnosti majora. 
V roce 1866 po otci zdědil rodový majetek v Korutansku (fideikomis Bleiburg), další statky vlastnil ve Štýrsku a Dolním Rakousku a stal se dědičným členem rakouské panské sněmovny. V letech 1867–1873 byl též poslancem zemského sněmu v Korutanech, kde se připojil ke Straně ústavověrného velkostatku. Byl také c. k. komořím, kromě toho zastával několik dědičných čestných funkcí v různých korunních zemích Rakouska-Uherska. Byl dědičným nejvyšším zemským hofmistrem v Kraňsku, dědičným komořím nad stříbry v Korutansku a dědičným zemským maršálkem v hrabství Gorice a Gradiška.

### Manželství a rodina
Poprvé se oženil v roce 1861 s hraběnkou Marií Gabrielou Pálffy-Daunovou (1841–1867), dcerou Ferdinanda Leopolda Pálffyho-Dauna (1807–1900). Marie Gabriela byla dámou Řádu hvězdového kříže a zahynula tragicky na popáleniny při zapečeťování dopisu.
Podruhé se Jiří Thurn oženil v roce 1872 s hraběnkou Eugenií Vrintsovou (1847–1879), taktéž dámou Řádu hvězdového kříže, dcerou diplomata Maxmiliána Vrintse (1802–1896). 
Z obou jeho manželství se narodilo celkem pět dětí, druhá manželka Eugenie zemřela v únoru 1879 ve věku 31 let na následky těžkého porodu nejmladšího syna. Pokračovatelem rodu byl nejstarší syn Vincenc Jiří (1866–1929), který mimo jiné vlastnil velkostatek Valeč v západních Čechách. Syn Alexandr (1879–1962) z druhého manželství působil v diplomacii. Dcera Karolína (1863–1944) byla manželkou hraběte Filipa ze Šternberka (1852–1924), s nímž žila na zámku Jemniště.

### Děti
- 1. Marie Gabriela (17. 10. 1862 Bleiburg – 2. 5. 1938 Salcburk)
  - ⚭ (1886) hrabě Hugo Max O'Donnell von Tyrconell (7. 11. 1858 Vídeň – 13. 9. 1904)
- 2. Karolína Sidonie (5. 9. 1863 Bleiburg – 29. 2. 1944 Podlesí)
  - ⚭ (1884) Filip ze Šternberka (13. 3. 1852 Březina – 18. 7. 1924 Jemniště)
- 3. Vincenc Jiří (22. 3. 1866 Bleiburg – 6. 4. 1928 Opatija), pokračovatel rodu, vlastnil velkostatek Valeč
  - ⚭ (1898) Adela Anastázie Marie Tacoli (23. 5. 1874 Vídeň – 20. 3. 1964 Vídeň)
- 4. František Jan (10. 5. 1876 Vídeň – 26. 7. 1939 Vídeň), c. k. komoří, poslanec dolnorakouského zemského sněmu
  - ⚭ (1910) Elsa Šarlota von Lützow (8. 11. 1886 Londýn – 10. 10. 1974 Vídeň)
- 5. Alexandr Jiří (3. 2. 1879 Vídeň – 5. 3. 1962 Bleiburg)
  - ⚭ (1906) Aloisie (Alice) Evženie Kinská z Vchynic a Tetova (27. 7. 1886 Bad Ischl – 31. 8. 1975 Eisenkappel-Vellach)